# Strada statale 413 Romana
La strada statale 413 Romana (SS 413), strada provinciale ex SS 413 del Polirone (SP ex SS 413) in Lombardia e strada provinciale 413 R Romana (SP 413 R) in Emilia-Romagna, è un'importante strada italiana gestita in parte a competenza statale e in parte a competenza provinciale, di collegamento interregionale tra il mantovano e il modenese.

## Storia
Il 24 novembre 1966 venne aperto al traffico il nuovo ponte di San Benedetto sul fiume Po, costruito in sostituzione del preesistente ponte di barche, secondo quanto disposto dalla legge 22 novembre 1962, n. 1708. Nel giugno 1985, contestualmente all'apertura al traffico della Tangenziale Nord di Modena (ora SS724), il tracciato storico da località San Pancrazio (PK 62+500 circa) a innesto su SS9 via Emilia venne declassato e restituito al Comune di Modena. Il vecchio tratto è intersecato dalla SS724, determinando due nuovi tratti separati tra loro: strada Nazionale per Carpi centro (da S. Pancrazio a SS724) e strada Nazionale per Carpi sud (da SS724 a via Emilia). Dalla progressiva 62+500 venne realizzato un tratto in variante della SS413 orientato verso est e confluente nella SS724; nella variante è inserito un nuovo ponte sul fiume Secchia della lunghezza di m. 241, a servizio della nuova viabilità.

## Percorso
Ha inizio a Cerese, sede comunale di Borgo Virgilio, a sud di Mantova, dall'ex strada statale 62 della Cisa, e si dirige verso sud seguendo pressappoco il tracciato dell'autostrada A22 che viene incrociata nel comune di Bagnolo San Vito (casello di Mantova sud) e a Carpi. Passa per i paesi di Pietole, San Biagio e  Bagnolo San Vito, supera il fiume Po e attraversa San Benedetto Po (dopo il quale ha inizio l'ex SS 496) e Moglia. Dopo essere passata per quest'ultimo centro, entra in Emilia-Romagna, in provincia di Modena. Qui tocca Novi di Modena, Fossoli, l'importante centro di Carpi (dove interseca l'ex SS 468 di Correggio) e giunge infine a Modena, dove s'innesta sulla Tangenziale Nord di Modena.
In seguito al decreto legislativo n. 112 del 1998, dal 2001 la gestione del tratto lombardo è passata dall'ANAS alla Regione Lombardia, che ha provveduto al trasferimento dell'infrastruttura al demanio della Provincia di Mantova; la gestione del tratto emiliano è passata alla Regione Emilia-Romagna, che ha provveduto al trasferimento dell'infrastruttura al demanio della Provincia di Modena.
Dal 07/04/2021 la strada è stata riconsegnata parzialmente ad ANAS S.p.A., in attuazione del DPCM 21/11/2019 (piano "Rientro strade - seconda tranche").